# D’Artagnan und die 3 MuskeTiere
D’Artagnan und die drei MuskeTiere (jap. ワンワン三銃士, Wanwan Sanjūshi, dt. „Die drei Wauwau-Musketiere“) ist eine japanische Zeichentrickserie aus dem Jahr 1981. Die Serie mit 26 Folgen basiert auf dem Buch Die drei Musketiere von Alexandre Dumas, alle Charaktere sind anthropomorphe Tiere, hauptsächlich Hunde.
1990/91 wurde die Serie mit weiteren 26 Folgen als spanisch-britische Koproduktion unter dem Titel Einer für alle und alle für einen – D’Artagnans Rückkehr fortgesetzt.

## Inhalt
Im 17. Jahrhundert will der junge D’Artagnan ein guter Fechtkämpfer werden, um den Musketieren des französischen Königs beitreten zu können. Bald freundet er sich mit den Musketieren Aramis, Athos und Portos an. Außerdem lernt er Juliet kennen, die Kammerzofe der Königin, in die er sich bald verliebt.

## Produktion und Veröffentlichung
Die Serie wurde 1981 von Nippon Animation unter der Regie von Hidetaka Saito, Shigeo Koshi und Taku Sugiyama produziert. Das Drehbuch schrieb Akira Nakahara und das Charakterdesign wurde entworfen von Shuichi Seki. Künstlerischer Leiter war Kazue Itō.
Die Erstausstrahlung begann am 9. Oktober 1981 bei MBS in Japan und bei TVE in Spanien. Die deutsche Fassung wurde erstmals vom 5. Januar 1986 bis zum 6. April 1986 (Folge 1–13) und vom 19. Dezember 1987 bis zum 1. Januar 1988 (Folge 14–26) von Sat.1 gezeigt. Es gibt außerdem Übersetzungen ins Französische, Englische, Polnische, Italienische und Tagalog sowie eine Fassung in Afrikaans.
2004 erschien eine deutsche DVD-Veröffentlichung unter dem Titel Dogtanian und die drei Musketiere.

### Synchronisation
| Rolle      | Japanischer Sprecher (Seiyū) | Deutscher Sprecher |
| ---------- | ---------------------------- | ------------------ |
| D’Artagnan | Satomi Majima                | Stefan Krause      |
| Aramis     | Kaneto Shiozawa              | Hans-Georg Panczak |
| Athos      | Akio Nojima                  | Kurt Goldstein     |
| Portos     | Tesshō Genda                 |                    |
| Richelieu  | Mugihito                     | Thomas Reiner      |
| Milady     | Eiko Masuyama                |                    |
| Erzähler   | Hidekatsu Shibata            |                    |

### Musik
Die Musik der Serie wurde von Katsuhisa Hattori komponiert. Für den japanischen Vorspann verwendete man das Lied Wanwan Sanjūshi (ワンワン三銃士), für den Abspann So yō Onushi wa? (そういうお主は?), beide gesungen von Maron Kusaka.